# Regijski park Pohorje
Regijski park Pohorje je regijski park na območju Pohorja, ustanovljen leta 2024. Park obsega dele občin Zreče, Vitanje, Mislinje, Lovrenc na Pohorju, Ruše in Slovenska Bistrica, ki so poleg Vlade Republike Slovenije tudi soustanoviteljice parka. Park leži pretežno na nadmorski višini nad 1200 m in zavzema 52 km2 površine med Kopo (1541 m) na zahodu, Volovico (1455 m) na jugu, Velikim vrhom (1344 m) na jugovzhodu ter dolino potoka Lobnica na severovzhodu. Območje je tudi del zaščitnega programa Natura 2000.
Pobudo so leta 2017 izrazile občine ustanoviteljice in jo naslovile na Ministrstvo za okolje. To je predlog o ustanovitvi parka v javno obravnavo podalo 11. januarja 2022. 31. januarja 2024 je vlada republike Slovenije sprejela Uredbo o Regijskem parku Pohorje, s 25. aprilom 2024, ko je sklep o ustanovitvi sprejela še zadnja od šestih občin ustanoviteljic, pa je je bil park tudi uradno ustanovljen. 